# Rhopalocranaus robustus
Rhopalocranaus robustus is een hooiwagen uit de familie Manaosbiidae.